# 디 엑스
《디 엑스》(영어: The Ex)는 미국에서 제작된 제시 페레츠 감독의 2006년 코미디 영화이다. 잭 브래프, 어맨다 피트, 제이슨 베이트먼 등이 출연하였고, 앤서니 브레그먼 등이 제작에 참여하였다.

## 줄거리
맨해튼 요리사 톰에겐 유능한 변호사 아내 소피아가 있다. 하지만 소피아가 첫 아이를 낳으면서 육아를 위해 전업 주부가 되기로 결정하자마자 톰은 해고를 당한다.
당장 돈을 벌어야만 하는 톰은 장인이 이사보로 있는 오하이오주 광고 회사에 들어간다. 톰의 멘토로 지정된 대마비 장애인 칩은 소피아가 고등학생 시절 사귀었던 전 남자친구이다. 사실 칩은 아직도 소피아에게 집착 중이며, 톰의 직장 생활을 엉망으로 만든다.
톰은 칩의 하반신이 실은 멀쩡하다는 의심을 품고 이를 소피아와 장인에게 증명하려고 하는데...

## 출연
- 잭 브래프 - 톰 라일리 역
- 어맨다 피트 - 소피아 코월스키라일리 역
- 제이슨 베이트먼 - 칩 샌더스 역
- 찰스 그로딘 - 밥 코월스키 역
- 미아 패로 - 어밀리아 코월스키 역
- 루시언 메이즐 - 웨슬리 역
- 에이미 폴러 - 캐럴 레인 역
- 폴 러드 - 리언 역
- 프레드 아미슨 - 매니 역
- 도널 로그 - 돈 월빈 역
- 에이미 애덤스 - 애비 마치 역
- 조시 찰스 - 포러스트 미드 역
- 매린 힝클 - 캐런 역
- 로머니 맬코 - 하킴 올리버 역
- 율 바스케스 - 파코 역
- 밥 스티븐슨 - 더그 역
- 세라 젱킨스 - 낸시 역

## 기타 제작진
- 라인 제작: 앤서니 커태거스
- 배역: 진 매카시
- 미술: 존 페이노
- 의상: 존 던